# آصف کاپادیا
آصف کاپادیا (انگلیسی: Asif Kapadia؛ زادهٔ ۱۹۷۲) کارگردان، مستندساز و فیلم‌نامه‌نویس اهل بریتانیا است.
فیلمِ جنگجو، ساختهٔ کاپادیا، برندهٔ جایزه بفتای بهترین فیلم بریتانیایی شد. همچنین فیلمِ مستند ایمی برنده جایزه در هشتاد و هشتمین دوره جوایز اسکار شده است.

## بخشی از فیلم‌شناسی
- جنگجو (۲۰۰۱)
- شمال دور (۲۰۰۷)
- ایمی (۲۰۱۵)
- دیگو مارادونا (۲۰۱۹)